# Janusz Cichosz
Janusz Cichosz (ur. 8 czerwca 1929 w Żółkiewce) – polski ekonomista, poseł na Sejm RP II kadencji.

## Życiorys
Ukończył w 1953 studia na Wydziale Finansów Wyższej Szkoły Handlowej w Poznaniu. Zawodowo związany z sektorem bankowym, był m.in. prezesem zarządu Banku Gospodarki Żywnościowej. W 1993 uzyskał mandat posła na Sejm II kadencji. Kandydował w okręgu Łomża z listy Polskiego Stronnictwa Ludowego. Zasiadał w Komisji Polityki Gospodarczej, Budżetu i Finansów oraz w Komisji Sprawiedliwości i Praw Człowieka.

## Odznaczenia
W 1999 otrzymał Krzyż Komandorski z Gwiazdą Orderu Odrodzenia Polski.